# Octavi Pujades
Octavi Pujades, all'anagrafe Octavi Pujades i Boix (Sabadell, 1º luglio 1974), è un attore e medico spagnolo, noto per aver interpretato il ruolo di Pascual Sacristán nella soap Una vita (Acacias 38).

## Biografia
Octavi Pujades è nato il 1º luglio 1974 a Sabadell, in provincia di Barcellona (Spagna), da madre Mercé Boix Codina (1939-2001) e da padre Joan Pujades Gilabert (1929-2022).

## Carriera
Octavi Pujades si è laureato in medicina e chirurgia all'Università autonoma di Barcellona e ha sostenuto l'esame MIR, ma in seguito si è interessato al mondo della televisione e si è dedicato a corsi di interpretazione e analisi. Le sue serie in cui ha riscosso successo sono state Paso adelante (Un paso adelante), El auténtico Rodrigo Leal, Cuenta atrás, Herederos, Lalola, Hay alguien ahí, Per sempre (Amar es para siempre), Ciega a citas, Centro médico e Una vita (Acacias 38), tra gli altri, mentre i film in cui ha riscosso successo sono stati Lisístrata e Sexykiller, morirás por ella.

## Vita privata
Octavi Pujades dal 2002 è sposato con Eva Pujades, dalla quale ha avuto una figlia che si chiama Alicia Pujades, nata nel 2004 e un figlio che si chiama Jordi Pujades, nato nel 2006.

## Filmografia

### Cinema
- Lisístrata, regia di Francesc Bellmunt (2002)
- Slam, regia di Miguel Martí (2003)
- Plauto, recuerdo distorsionado de un tonto eventual, regia di David Gordon (2004)
- Sexykiller, morirás por ella, regia di Miguel Martí (2008)
- El clan, regia di Jaime Falero (2012)
- Gallino, the Chicken System, regia di Carlos Atanes (2012)
- Menú degustació, regia di Roger Gual (2013)
- Barcelona, noche de verano, regia di Dani de la Orden (2013)
- 3 bodas de más, regia di Javier Ruiz Caldera (2013)
- El Clan, regia di Jaime Falero (2013)
- Capa negra, regia di Jaume Najarro (2015)
- Cuerpo de élite, regia di Joaquín Mazón (2016)
- El pregón, regia di Dani de la Orden (2016)
- Future Shock, regia di José Luis Mora (2021)
- Tigre Callejero/Street Tiger, regia di Ivan Mulero (2021)
- Vampiras MMXXII, regia di Ivan Mulero (2022)
- Gina, regia di José Durán (2022)
- Mr. Kato, regia di Baba Brothers (2022)

### Televisione
- Happy house – serie TV, 13 episodi (1999-2000)
- Al salir de clase – serie TV, 234 episodi (2001-2002)
- Maresme – film TV (2002)
- Cala reial – film TV (2003)
- Paraíso – serie TV, 11 episodi (2003)
- Paso adelante (Un paso adelante) – serie TV, 1 episodio (2003)
- De moda – serie TV, 1 episodio (2004)
- Hospital Central – serie TV, 1 episodio (2004)
- Los Serrano – serie TV, 1 episodio (2004)
- Mis adorables vecinos – serie TV, 1 episodio (2004)
- El cor de la ciutat – serie TV, 9 episodi (2004-2005)
- El auténtico Rodrigo Leal – serie TV, 12 episodi (2005)
- Obsesión – serie TV, 1 episodio (2005)
- A tortas con la vida – serie TV, 7 episodi (2005-2006)
- Mesa para cinco – serie TV, 7 episodi (2006)
- Estudio 1 – serie TV, 1 episodio (2006)
- Ellas y el sexo débil – serie TV, 1 episodio (2006)
- Cuenta atrás – serie TV, 1 episodio (2007)
- Herederos – serie TV, 3 episodi (2007)
- Planta 25 – serie TV, 9 episodi (2007-2008)
- Fago – serie TV, 9 episodi (2008)
- Lalola – serie TV, 160 episodi (2008-2009)
- Hay alguien ahí – serie TV, 13 episodi (2009-2010)
- Sexo en Chueca – serie TV, 12 episodi (2010)
- La sagrada família – serie TV, 2 episodi (2010)
- Los misterios de Laura – serie TV, 1 episodio (2011)
- Piratas – serie TV, 8 episodi (2011)
- Kubala, Moreno i Manchón – serie TV, 1 episodio (2012)
- La gira – serie TV, 2 episodi (2012)
- Chessboxing – serie TV, 5 episodi (2012)
- La Riera – serie TV, 7 episodi (2012-2013)
- Per sempre (Amar es para siempre) – serie TV, 79 episodi (2013-2014)
- Ciega a citas – serie TV, 138 episodi (2014)
- Algo que celebrar – serie TV, 1 episodio (2015)
- La que se avecina – serie TV, 1 episodio (2016)
- Centro médico – serie TV, 552 episodi (2016-2017)
- Cuerpo de élite – serie TV, 13 episodi (2018)
- Una vita (Acacias 38) – soap opera, 60 episodi (2021)

### Cortometraggi
- El proyecto, regia di José Luis Jiménez (2007)
- Cosquillitas, regia di Marta Onzain e Alberto R. Peña-Marín (2011)
- Mr. Smith & Mrs. Wesson, regia di Jorge Saavedra (2012)
- La cena caníbal, como Julen. Dir. Mónica Negueruela (2013)
- Las cosas que me gustan de él, regia di Mónica Negueruela (2015)
- Room 109, regia di Andreu Rojas (2018)
- Susan, regia di Jose Luis Mora (2018)
- Krisis, regia di Daniel F. Amselem (2018)
- Camisa de fuerza, regia di Iván Mulero (2018)
- Hestia, regia di Ivan Mulero (2021)
- Las Parcas, regia di Ivan Mulero (2021)

### Videoclip
- Black Like Night (2017)

## Web TV
- Sin vida propia – web serie, 1 episodio (2013)
- 13mil – web serie, 8 episodi (2016)
- Grasa – web serie, 5 episodi (2020)

## Teatro
- Fashion Feeling Music di Luis Hansen e Miguel del Arco, diretto da Esteve Ferrer (2002-2003)
- Tres di Juan Carlos Rubio, diretto da Juan Carlos Rubio (2009)
- Ropa interior, diretto da Juanma Manzanares, presso il microteatro (2012)
- Tengo una cita con Carla Bruni, presso il miniteatro di Barcellona (2013)
- Perdona bonita, pero Lucas me quería a mí di Félix Sabroso e Dunia Ayaso, diretto da Israel Reyes (2013)
- Gisela y el libro mágico, diretto da Gisela e Jaume Morato (2015)
- Orgasmos. La comedia di Dan Israely, diretto da Josep Salvatella e Óscar Contreras (2015)
- Dignitat, testo e direzione di Ignasi Vidal (2018-2019)
- ¡Oh, Mami (2019)
- El Guardaespaldas, el Musical (2019)

## Programmi televisivi
- Palomitas (2011)
- El gran reto musical (2017)
- Samanta y... (2017)

## Doppiatori italiani
Nelle versioni in italiano dei suoi film e delle sue serie TV, Octavi Pujades è stato doppiato da:
- Lorenzo Scattorin[19] in Una vita[20]